# Tyler Honeycutt
Tyler Honeycutt, né le 15 juillet 1990 à Sylmar en Californie et mort le 7 juillet 2018 à Los Angeles, est un joueur américain de basket-ball évoluant au poste d'ailier.

## Biographie
Après une deuxième année universitaire réussie sous le maillot des Bruins de UCLA, Tyler Honeycutt est sélectionné au deuxième tour de la draft 2011 par les Kings de Sacramento. Il n'arrive pas à s'imposer dans l'effectif des Kings et fait plusieurs aller-retours en D League avant d'être échangé aux Rockets de Houston en février 2013. Libéré par les Rockets quelques semaines plus tard, il entame une carrière en Europe et signe avec le club israélien d'Ironi Nes Ziona. Recruté par le BC Khimki Moscou en 2014, il découvre les compétitions européennes avec le club. Après une saison à l'Anadolu Efes, Tyler Honeycutt retourne à Khimki pour la saison 2017-2018.
Le 7 juillet 2018, Tyler Honeycutt meurt à la suite d'une fusillade après s'être barricadé chez lui et avoir tiré sur des policiers de Los Angeles. La police de Los Angeles déclare qu'Honeycutt n'a pas été tué par les balles des policiers et qu'il s'est suicidé,.